# Karl Zolper
Karl Zolper (* 30. April 1901 in Siegburg; † 1. Oktober 1990 in Viersen) war ein deutscher Fußballspieler. Er zählte Mitte der 1920er Jahre zu den stärksten Torhütern im westdeutschen Raum.

## Karriere

### Vereine
Zolper begann 15-jährig beim Siegburger SV 04 mit dem Fußballspielen und wechselte zur Saison 1923/24 zum Kölner CfR, dem er bis Saisonende 1928/29 angehörte. Im Westdeutschen Spiel-Verband spielte er in der regional höchsten Spielklasse, im Südkreis des Rheingaus, ab der Saison 1925/26 im Bezirk Rhein. Als Sieger des Südkreis 2, 1927, war er mit seiner Mannschaft für die Endrunde um die Rheinische Bezirksmeisterschaft qualifiziert, die er mit ihr gewann und somit auch an der Endrunde um die Westdeutsche Meisterschaft teilnahm; diese schloss er jedoch als Siebtplatzierter von acht Teilnehmern ab. In der Folgesaison ging er mit den Kölnern als Sieger der Gruppe I der Bezirksmeisterschaften hervor, belegte in der Endrunde allerdings den letzten Platz.
Zur Saison 1929/30 wechselte er zum Ligakonkurrenten Alemannia Aachen, mit der in der Folgesaison als Sieger der Gruppe 2 hervorging und das Endspiel mit 3:2 gegen den Sieger der Gruppe 1, den Rheydter Spielverein, gewann, die Endrunde um die Westdeutsche Meisterschaft als Letztplatzierter abschloss.
1931/32 ging er mit seiner Mannschaft als Sieger der Gruppe I hervor, belegte jedoch in der Endrunde um die Rheinische Bezirksmeisterschaft den zweiten Platz. Als Sieger der Gruppe 2, 1932/33, verlor er das Endspiel gegen den Sieger der Gruppe 1, der SpVgg Sülz 07, mit 2:3 nach Verlängerung.
In der Gauliga Mittelrhein, als eine von 16 Gauligen in der Zeit des Nationalsozialismus als höchste Spielklasse im Deutschen Reich, war er mit Alemannia Aachen erst nach erfolgreicher Aufstiegsrunde in der Saison 1937/38 vertreten. Mit dem Abstieg am Saisonende 1939/40 bestritt er seine letzten beiden Spielzeiten in der zweitklassigen Bezirksliga.

### Auswahl-/Nationalmannschaft
Bereits am 9. November 1924 hatte er im Bundespokal-Wettbewerb im Spiel der westdeutschen gegen die norddeutsche Auswahlmannschaft debütiert. Die Halbfinalbegegnung in Kiel mit seinen Mitspielern Franz Schütz, Walter Claus-Oehler und Leo Fiederer wurde jedoch mit 2:3 verloren.
Sein einziges Länderspiel für die A-Nationalmannschaft bestritt Zolper in Amsterdam bei der 1:2-Niederlage gegen die Nationalmannschaft der Niederlande. Dabei wurde er von den Abwehrspielern Albert Beier, Josef Müller, Hans Lang und Hans Hagen und dem Innensturm mit Johannes Sobek, Otto Harder und Sepp Herberger unterstützt. Weitere Einsätze im Nationaltrikot waren ihm nicht vergönnt, zumal es mit Heiner Stuhlfauth seinerzeit einen herausragenden deutschen Torwart gab. Bei den zwei Nordlandfahrten im Juni 1925 (0:1 gegen Schweden; 5:3 gegen Finnland) beziehungsweise im September 1928 (2:0 gegen Norwegen; 0:2 gegen Schweden) war er neben Georg Ertl und Paul Gehlhaar der Ersatzkeeper.

## Sonstiges
Während seiner Zeit in Aachen führte er – von Beruf Kaufmännischer Angestellter – ein Schuhgeschäft, einen Tabakladen und die Bierstube Pörzchen. Am 22. September 1937 beantragte er die Aufnahme in die NSDAP und wurde rückwirkend zum 1. Mai desselben Jahres aufgenommen (Mitgliedsnummer 4.915.218).
Nach dem Ende des Zweiten Weltkriegs trainierte er den SC Viktoria 04 Rheydt aus der gleichnamigen Stadt (seit 1975 Stadtteil von Mönchengladbach) und den FC 03 Süchteln, einem Viersener Stadtteilverein.
Nach seinem Ableben fand er seine letzte Ruhestätte auf dem Friedhof Viersen in Süchteln, in dem Stadtteil, in dem er auch eine Gaststätte betrieben hatte.